# Sobarocephala albitarsis
Sobarocephala albitarsis är en tvåvingeart som beskrevs av Leander Czerny 1929. Sobarocephala albitarsis ingår i släktet Sobarocephala och familjen träflugor.
Artens utbredningsområde är Paraguay. Inga underarter finns listade i Catalogue of Life.